# 刘国中
刘国中（1962年7月—），黑龙江望奎人，中国共产党、中华人民共和国政治人物，副国级领导人，华东工程学院（今南京理工大学）炮弹系触发引信设计与制造专业毕业，哈尔滨工业大学金属材料及工艺系压力加工专业、管理学院系统工程专业研究生学历，曾任中共黑龙江省委常委、省委秘书长、副省长，全国总工会副主席、书记处书记，中共四川省委副书记，中共吉林及陕西省委副书记、省长及中共陕西省委书记等职务。现任中共中央政治局委员，中华人民共和国国务院副总理、党组成员。
刘国中是中共第十九届中央委员，第二十届中央委员、中央政治局委员。中共十九大代表。第十二、十三届全国人大代表。

## 生平

### 早年及黑龙江省
1978年，在华东工程学院炮弹系触发引信设计与制造专业学习。1982年8月参加工作，任哈尔滨建成机械厂干部。1985年，在哈尔滨工业大学金属材料及工艺系压力加工专业读硕士研究生。1986年11月加入中国共产党。1988年，在哈尔滨工业大学管理学院系统工程专业学习。
1990年，任黑龙江省经委综合规划处科员、副主任科员、主任科员。1993年，任黑龙江省人民政府办公厅一处主任科员。1996年，任一处副处长。1998年，任一处处长。2000年，任黑龙江省人民政府研究室副主任。2003年，任黑龙江省人民政府研究室主任。2004年，任中共鹤岗市委书记。2007年4月，当选中共黑龙江省委常委，5月起兼任省委秘书长；与栗战书（历任该省副省长、省长）在同一常委班子共事。2011年9月，改任常务副省长。

### 全国总工会
2013年10月21日，在中华全国总工会第十六届执行委员会第一次全体会议上，接替升任书记处第一书记、党组书记的陈豪，出任副主席、书记处书记、党组副书记。

### 四川省
2016年2月，任中共四川省委副书记。

### 吉林省
2016年12月，任中共吉林省委副书记、吉林省人民政府副省長、代理省長，晋升正部级。2017年1月，吉林省第十二届人民代表大会第六次会议选举刘国中为吉林省省长。

### 陕西省
2017年12月，调任中共陕西省委副书记。2018年1月，任陕西省人民政府省长。2018年2月24日，当选为第十三届全国人大代表。2020年7月，接替胡和平升任中共陕西省委书记。8月25日，陕西省第十三届人大第四次会议补选刘国中为陕西省人大常委会主任。

### 国务院
2022年10月23日，在中共二十届一中全会上当选为中共中央政治局委员。晋升副国级，成为党和国家领导人。
2022年11月27日，不再兼任陕西省委书记、常委、委员职务。
2023年1月16日，不再兼任陕西省人大常委会主任职务。同年3月12日，获任命为国务院副总理（排名第四）。根据媒体报道，分管卫生健康、三农工作等领域。